# سمكة قزم القوبيون

سمكة قزم القوبيون

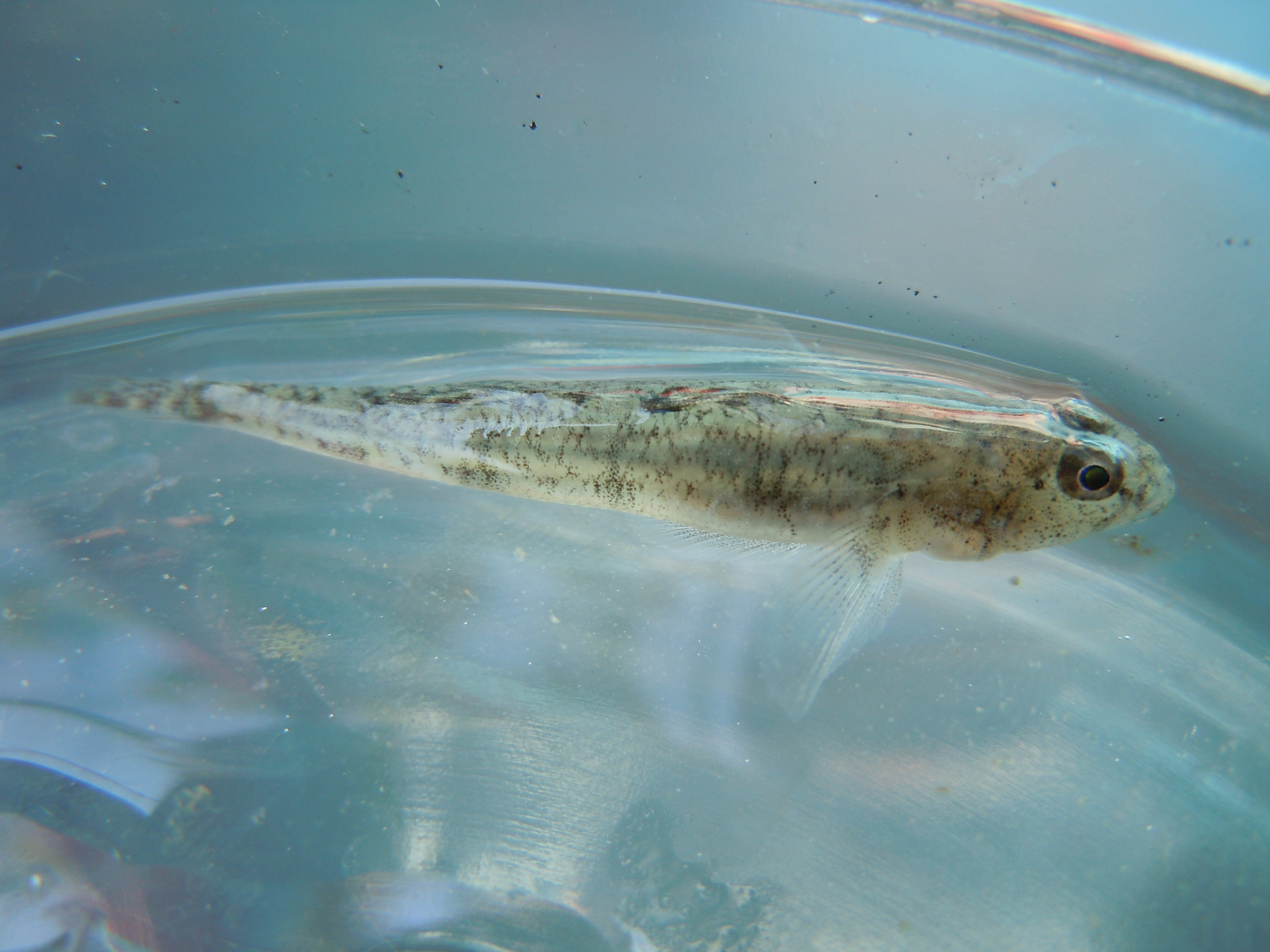
سمكة قزم القوبيون

سمكة قزم القوبيون (بالإنجليزية:  Dwarf Goby - Knipowitschia)‏ هي سمكة تم اكتشافها في جزر الهند الشرقية و يوجد من هذا النوع عدة فصائل مختلفة.